# Antoni Ribera i Jordà
Antoni Ribera i Jordà (Barcelona, 15 de gener de 1920 - La Garriga, Vallès Oriental, 24 de setembre de 2001) fou un escriptor, investigador ufòleg i submarinista català.
Fill de Ignasi Ribera i Rovira (1880-1942) i de Maria Victòria Jordà i Iglesias (1884-1968). Estudià magisteri que no va poder acabar en esclatar la Guerra Civil i ésser mobilitzat en la lleva del biberó. Terra de Somni va ésser premiada pel Pen Club britànic, durant els Jocs Florals de l'exili, celebrats a Londres l'any 1947, un any abans de la seva publicació: 1948. El Comte Arnau, poema dramàtic (1950), li va valer el premi Ignasi Iglesias. Al maig del 1947, junt amb Josep Aldomà i Vergés, va editar la revista en català Antologia dels fets, les idees i els homes d'Occident; Antologia per abreviar. El juliol de 1948, Antologia va ser suspesa per la policia franquista. El 1950 va decidir publicar una nova revista que va anomenar Occident. Ha col·laborat a les revistes i diaris Pont Blau, La Nova Revista (1955-1958), Tele Estel, Xarxa i Avui. Ha estat membre del PEN català i de l'AELC.
Ha estat impulsor de l'exploració submarina, fou un dels fundadors del Centre de Recuperació i d'Investigacions Submarines i publicà obres de divulgació sobre submarinisme. Interessat pels ovnis, publicà sobre aquest tema diversos llibres i fou cofundador del Centre d'Estudis Interplanetaris de Barcelona (1958). El 1975 dirigí amb Josep Mascaró i Pasarius la primera expedició catalana a l'illa de Pasqua (Operación Rapa Nui, 1975). El 1990 va rebre la Creu de Sant Jordi.

## Obres

### Poesia
- Terra de somni (1949)
- Agonia de l'home (1950)

### Narrativa i novel·la
- El comte Arnau (1951)
- Llibre dels set somnis (1953)[8]
- Els homes peixos (1954)
- Os melhores contos catalães (1954)
- Coral de sang (1957)
- De cara al futur (1966)
- L'altra banda del mirall (1980)
- El dia dels mutants (1992)
- La meva àvia, la planta (2000)

### Teatre
- Llibre dels retorns (1957)[8]

### No ficció[9]
- L'exploració submarina a les costes catalanes (1969)
- Los Hombres Peces (1956, ed. Juventud)
- Como se efectuan las exploraciones marinas (1960, ed. Rauter)
- Objetos desconocidos en el cielo (1961, ed. Argos)
- De Piccard al Nautilus (1962, ed. GP)
- Platillos volantes (1962 ed. GP, amb el pseudònim Anthony Simmons)
- La Conquista de las Profundidades Marinas (1964, ed. IDAG & AFHA)
- Mi Reino bajo el mar (1964, ed. Vincens)
- El gran enigma de los platillos volantes (1966 ed. Pomaire, 1975)
- Los humanoides (1967 ed. Pomaire, amb Vallée, Michel, Lorenzen y Creighton)
- Los monstruos marinos (1967, ed. Telstar)
- El mar, ese mundo fabuloso (1968, Circulo de Lectores)
- La Vida Extraterrestre (1968 ed. Kier, amb José Alvarez López, Pablo Ponzano y Mario Ferrari)
- Proceso a los ovni (1969, ed. Dopesa)
- Un caso perfecto (1969 ed. Pomaire, 1973, amb Rafael Farriols)
- Los platillos volantes ante la cámara (1969, ed. Pomaire)
- Platillos Volantes en Iberoamérica y España (1969 ed. Pomaire, 1980)
- L'exploració submarina a les costes catalanes (1969, ed. Pòrtic)
- Los platillos volantes: pro y contra (1971 ed. Martínez Roca, amb Michel, Lehr i Paluzie)
- La Grandes Conquistas del hombre (1972, ed. AFHA)
- La Pesca Submarina (1973, ed. Hispano)
- La Conquista del Polo Norte (1974, ed. AFHA)
- ¿De veras los ovnis nos vigilan? (1975, ed. Plaza & Janés)
- Operación Rapa Nui (1975 ed.Pomaire, 1989, 1994)
- Los doce triángulos de la muerte (1976 ed. A.T.E, 1986)
- América y los Ovnis (1977, ed.Posada)
- El misterio de Ummo (1979,ed. Plaza & Janés)
- James Mc Donald: OVNIs, el Último Desafio (1980 ed. Cielosur, amb Alejandro Vignati)
- L'altra banda del mirall (1980, ed. Pórtic)
- Secuestrados por extraterrestres (1981, ed. Planeta)
- Treinta años de ovnis (1982, ed. Plaza & Janés)
- Encuentros amb humanoides (1982, ed. Planeta)
- Las máquinas del cosmos (1982,ed. Planeta)
- Galería de condenados (1984, ed. Planeta)
- En el túnel del tiempo (1984, ed. Planeta)
- Ummo: la increíble verdad (1985, ed. Plaza & Janés)
- El envés de la trama (1986 ed. Plaza & Janés, traducció castellana de L'altra banda del mirall)
- Ummo informa a la Tierra (1987, ed. Plaza & Janés)
- El secreto de Urantia (1988, ed. Obelisco, amb Jesús Beorlegui)
- El Triángulo de las Bermudas (1993, ed. Espacio y Tiempo)
- Contactados y abducidos (1995,ed. Contrastes)
- Abducción (1998, ed. Del Bronce)
- Cartas de tres herejes (1999, ed. Corona Borealis)
- La dimensión perdida (2001, ed. Corona Borealis)